# فيرخوفيه (مقاطعة أوريول)
فيرخوفيه (الروسية: Верховье) هي مدينة في مقاطعة أوريول أوبلاست في روسيا. يبلغ عدد سكانها حوالي 8165 نسمة.
تبعد عن مدينة أريول 92 كم
يوجد فيها مطار سابقا للطائرات الصغيرة
ومصنع لتعليب مشتقات الحليب